# 마쓰다이라 노부토키
마쓰다이라 노부토키(일본어: 松平信祝, 1683년 12월 23일 ~ 1744년 5월 29일)는 에도 시대 중기의 다이묘이다. 에도 막부에선 노중을 역임하였다. 시모사 고가 번 제2대 번주, 미카와 요시다 번주, 도토미 하마마쓰번 초대 번주를 지냈다. 마쓰다이라 이즈노카미계 오코치 마쓰다이라가(松平伊豆守系大河内松平家) 제4대 당주.
고가 번 선대 번주 마쓰다이라 노부테루의 장남으로 태어났다.

## 관련 작품
- 초고속! 참근교대 - 배우: 진나이 타카노리

| 전임 마쓰다이라 노부테루 | 제4대 마쓰다이라 이즈노카미계 1709년 ~ 1744년 | 후임 마쓰다이라 노부나오 |

| 전임 마쓰다이라 노부테루 | 제2대 고가 번 번주 (오코치 마쓰다이라가) 1709년 ~ 1712년 | 후임 혼다 다다나가 |

| 전임 마키노 나리나카 | 미카와 요시다 번 번주 (오코치 마쓰다이라가) 1712년 ~ 1729년 | 후임 마쓰다이라 스케쿠니 |

| 전임 마쓰다이라 스케쿠니 | 제1대 하마마쓰번 번주 (오코치 마쓰다이라가) 1729년 ~ 1744년 | 후임 마쓰다이라 노부나오 |

| 전임 홋타 마사토라 | 제25대 오사카 조다이 1729년 ~ 1730년 | 후임 도키 요리토시 |